# Санди
Санди (на английски: Sandy) е град в окръг Солт Лейк, щата Юта, САЩ. Санди е с население от 88 418 жители (2000) и обща площ от 57,9 km². Намира се на 1356 m надморска височина. ЗИП кодът му е 84070, 84090-84094, а телефонният му код е 385, 801.